# 細胞農業
細胞農業（さいぼうのうぎょう、英: cellular agriculture）とは、本来は動物や植物から収穫される産物を、特定の細胞を培養することにより生産する方法である。細胞農業産物は非細胞性産物（英: acellular products）と細胞性産物（英: cellular products）とに区別される。これらの細胞農業産物は動物や植物から収穫されるものと同じで、唯一の違いはその生産過程である。

## 背景
急激に世界中の人口が増加するにつれてそれに伴う食料の供給が望まれてきた。しかし70億人の中の10億人は飢餓に苦しんでいるのが現状である。2050年に人口は90億人に達し、食料は今の1.5倍は必要になると予測されている。その中で従来の畜産物の生産方法では限界がある。従来の方法では牛肉1 kgを得るために10 kgの飼料（主に穀物）と2000 Lの水が必要となる。
世界中で利用可能な水資源の28 %、土地の26 %が畜産のために利用されており、これからの食料不足を解決する方法として従来の畜産業を用いることは効率的ではない。
また地球温暖化の原因とされる温室効果ガスは、家畜が放出するものが全体の18 %を占めているため環境問題の面からも望ましい方法ではない。
さらに衛生面としても、従来の畜産方法は鳥インフルエンザやBSE問題、人畜共通感染症、抗生物質の問題を抱えている。
このような背景から代替的な食料資源や新しい生産方法の確立が求められており、細胞農業は上記のような様々な問題を解決できる方法として期待されている。

## 歴史
| 年       | 出来事 |
| -------- | --- |
| 1912年   | フランスの生物学者であるアレクシス・カレルがひよこの心筋細胞を培養皿上で生存させることに成功し、筋組織が体外で生存できる可能性を実証した。 |
| 1930年   | バーケンヘッド伯爵フレデリック・エドウィン・スミスは「ステーキを食べるために、雄牛を飼育するという無駄な時間を使う必要はない。好きな柔らかさのステーキから望むだけの大きさとジューシーさのステーキに成長させることが可能となるだろう。」と予測している。 |
| 1931年   | ウィンストン・チャーチル元英首相は「我々は鶏の胸肉や手羽肉を食べるために丸ごと一羽を育てるような不条理なことはやめ、持続可能な媒介を通じてそれぞれの部位ごとに育てるべきである。」と記述している。                                                       |
| 1950年代 | ウィレム・ファン・エーレンが組織培養から肉が形成される可能性を示唆した。 |
| 1971年   | ラッセル・ロスが in vitro での筋管の培養に成功した。 |
| 1978年   | インスリンが細胞農業によって生産されるようになった。 |
| 1990年   | 細胞農業によって生産されたレンネット（凝乳酵素）がアメリカ食品医薬品局 (FDA) に承認された。 |
| 1999年   | ウィレム・ファン・エーレンが培養肉の最初の特許取得者となった。 |
| 2001年   | アメリカ航空宇宙局 (NASA) が七面鳥の肉を培養生産するための研究を始めた。 |
| 2002年   | 研究者らが金魚の筋組織を培養することに成功した。培養肉は食物として受け入れられ得ると判断された。 |
| 2003年   | 細胞培養・芸術プロジェクトのオロン・カッツとイオナット・ズールがカエルの幹細胞からの食用ステーキの作製に成功した。 |
| 2004年   | ジェイソン・マセニーが世界発となる細胞農業の発展のために働く非営利団体ニューハーベストを設立した。 |
| 2005年   | オランダ政府は培養肉の関する研究への支援を始めた。 |
| 2005年   | 培養肉に関する最初の論文である「Tissue Engineering」が査読された。 |
| 2008年   | The In Vitro Meat Consortiumが培養肉に関する最初の国際会議を開催した。 |
| 2008年   | 動物の権利運動団体である動物の倫理的扱いを求める人々の会 (PETA) が、2012年までに商業的に鶏培養肉を作ることができた最初の団体に$1,000,000の賞金を出すことを発表した。                                                                                     |
| 2011年   | 細胞培養によって革や肉を生産することを目的としたモダン・メドウが設立された。 |
| 2013年   | オランダのマーク・ポスト教授の研究室が世界初となる培養肉バーガーを作成し、ハンニ・リュッツラーが試食した。 |
| 2014年   | 細胞培養による乳製品の生産を目的とするMuufri（後のパーフェクトデイ）と卵の生産を目的とするクララフーズ（Clara Foods、後のザ・エブリカンパニー）がニューハーベストの支援により設立した。                                                                  |
| 2014年   | 細胞培養によるチーズの生産を目的としたReal Vegan Cheeseが設立された。 |
| 2015年   | マーク・ポスト教授が所属するマーストリヒト大学で第1回培養肉国際会議が開催された。 |
| 2015年   | イスラエルで設立されたThe Modern Agriculture Foundationが鶏培養肉の開発に注目していることを発表した。 |
| 2015年   | 培養肉の実用化に向けた大規模生体組織培養を目的としたインテグリカルチャーが設立された。 |
| 2015年   | マーク・ポスト教授の研究室より、培養肉ハンバーガーのパティ（140 g）の生産価格が2013年の$325,000から$12まで落ちたことを発表した。 |
| 2016年   | 畜産農業の代替案に投資する民間ベンチャーキャピタルファンドであるNew Crop Capitalが設立された。その$25,000,000のポートフォリオには培養肉の会社であるメンフィス・ミーツや、細胞農業でコラーゲンを生産しようとするGelzenが含まれている。                    |
| 2016年   | 畜産物の代替案に貢献する組織であるThe Good Food Instituteが設立された。 |
| 2016年   | メンフィス・ミーツが世界初の培養肉ミートボールの作製に成功した。 |
| 2016年   | ニューハーベストが第1回細胞農業国際会議を開催した。 |
| 2017年   | メンフィス・ミーツが鶏培養肉の試作品を1ポンド$9,000で作製した。 |

細胞農業という概念は21世紀に生まれたものだが、1931年、ウィンストン・チャーチル元英国首相は、その細胞農業の可能性を示唆していた。細胞農業につながる直接的な研究は1970年代から行われている。非細胞性産物の研究は1970年代の遺伝子工学の発展に伴い、その応用として行われてきた。

## 「非細胞性産物」と「細胞性産物」
非細胞性産物とは、細胞から生産されるタンパク質や脂質などの有機分子で作られ、生産物に細胞は含まれていないものを指す。世界初の非細胞性産物はインスリンである。
1922年より糖尿病の治療に用いられるインスリンは、豚や牛の膵臓から採取するしかなかった。しかし1978年、アーサー・リッグス、板倉啓壱、ハーバート・ボイヤーらは細菌にヒトのインスリン合成遺伝子を導入することで、細菌からヒトのインスリンを生産させることを実現させた。これにより従来よりも安価で安全に、実際に人間が作るインスリンと同一のインスリンを供給できるようになった。現在に至るまで、インスリンの大部分は遺伝子操作された細菌や酵母によって生産され糖尿病治療に利用されている。
他の非細胞性産物の例として、レンネットや牛乳などがある。レンネットはチーズの製造に用いられる凝乳酵素で、本来は仔牛の第四胃から採取される。1990年にレンネットを生産できるように遺伝子操作された細菌がアメリカ食品医薬品局（FDA）に承認され、現在では世界に流通する45 %が細胞農業で生産されるレンネットである。
まだ流通はされてはいないが、牛乳や卵白、ゼラチンも細胞農業によって生産する研究も進められている。
細胞性産物とは生きた、もしくは生きていた細胞により構成される産物を指す。食肉や革、毛皮、木材、臓器まで含まれる。
細胞性産物につながる研究の始まりは1971年、ラッセル・ロスはモルモットの大動脈から採取した細胞を培養して、8週間育てることに成功した。 また動物の幹細胞についても、1990年代から培養する事ができるようになった。2000年代には更に研究が進み、2013年にはマーク・ポスト教授率いるマーストリヒト大学の科学者らによって、世界で最初の筋肉細胞を培養して作ったハンバーガーの公開試食会がロンドンで開催された。まだ研究段階であるが技術的には生産はできることが示された。しかし上記の培養肉ハンバーガーの生産には、140gで3000万円の費用が掛かっている。現在のお肉と同等の価格まで下げることが当面の目標となっている。
現在では多くの研究機関やベンチャー企業が培養食肉の開発に取り組んでおり、個人で培養肉を作る人すらいる。

## 細胞農業の利点
従来の生産方法に比べ、水資源・土地の必要量、温室効果ガスの排出を大幅に削減できることが予測されている。
細胞農業は持続可能な方法で、必要とする産物のみを生産でき、廃棄物を最小限に抑えることができる。そのため宇宙環境での食料生産方法としても期待されている。
衛生面は細胞を扱うため、汚染の起こらない環境が求められる。その制御された環境の中で安定的に純度の高い生産物ができる。
細胞農業では各成分ごとに生産されるため、魚の脂質で構成された肉、ラクトースを含まない牛乳などを作ることもできる。